# Hieronim Sieniawski
 Hieronim (Jarosz) Sieniawski herbu Leliwa (ur. ok. 1516 lub w 1519, zm. w 1582) – starosta halicki i kołomyjski od 1550, podkomorzy kamieniecki od 1554, kasztelan kamieniecki od 1569, i wojewoda ruski (1576-1582).

## Życiorys
W 1554 r. wraz z ojcem rozbudował zamek w Brzeżanach jako jedną z najwspanialszych rezydencji w Polsce. Był, jak rodzeństwo, zwolennikiem kalwinizmu. Miał rzekomo na łożu śmierci  pod wpływem ostatniej małżonki przejść na katolicyzm, ale współczesne raporty nuncjuszów papieskich o tym milczą. Zbór w Brzeżanach zlikwidowała wdowa po nim. Zasłynął, w nieustannych bitwach, walcząc w chorągwi ojca w 1522 r. podczas wyprawy mołdawskiej. Został rotmistrzem jazdy, kasztelanem kamienieckim. Był uczestnikiem zjazdu w Knyszynie 31 sierpnia 1572 roku. Podpisał konfederację warszawską 1573 roku. W 1573 roku potwierdził elekcję Henryka Walezego na króla Polski. Uczestniczył w wyprawach króla Stefana Batorego na Moskali, gdzie odznaczył się przy zdobywaniu twierdzy Wielkie Łuki w latach 1579-1580.
Do Hieronima Sieniawskiego w 1570 r. należały Oleszyce. Na cześć fundatora Hieronima Sieniawskiego nazywały się Hieronimów. W 1576 r. wydał on dokument podnoszący tę wieś do rangi miasta. Dokument lokacyjny wysłany przez H. Sieniawskiego został potwierdzony 26 lutego 1578 r. w Warszawie przez króla Stefana Batorego.
Zmarł w 1582 r. Jego nagrobek rycerski (z 1583 r., wykonany przez Jan Pfistera), obecnie w szczątkowej formie, i nagrobne płyty ojca Mikołaja (wyk. Henryk Horst (zm. przed 1612), pomniki nagrobne syna Adama Hieronima Sieniawskiego, i innych członków rodziny, np.; żony – Anny Sieniawskiej z Maciejowskich (z 1574 r.), Jana Sieniawskiego (z 1583 r.), znajdowały się w Kaplicy zamkowej w mieście, które założył ojciec; w Brzeżanach. Obecnie niektóre fragmenty nagrobków sztuki lwowskiej są w zamku w Olesku i we Lwowie.

## Rodzina
Jego ojcem był Mikołaj Sieniawski (hetman wielki koronny) (ok. 1489-1569), a matką Katarzyna Kolanka, c. Jana Koli – kasztelana halickiego.
Był cztery razy żonaty:
- Elżbieta Radziwiłł z ok. 1559;
- Hanna Zasławska od 1565 do 1568;
- Anna Maciejowska (zm. 1573);
- Jadwiga Sieniawska z Tarłów Czekaszewiczów h. Topór, od 1574 lub 1575 (córka Jana Tarły – chorążego lwowskiego). Ich ślub opiewał specjalnym poematem Mikołaj Sęp Szarzyński.

Tylko z ostatniego małżeństwa miał jednego syna, który dożył wieku dojrzałego, Adama Hieronima Sieniawskiego (ur. ok. 1566 r.), walczący pod wodzą hetmana Zamojskiego w Inflantach, Estonii i Multanach.

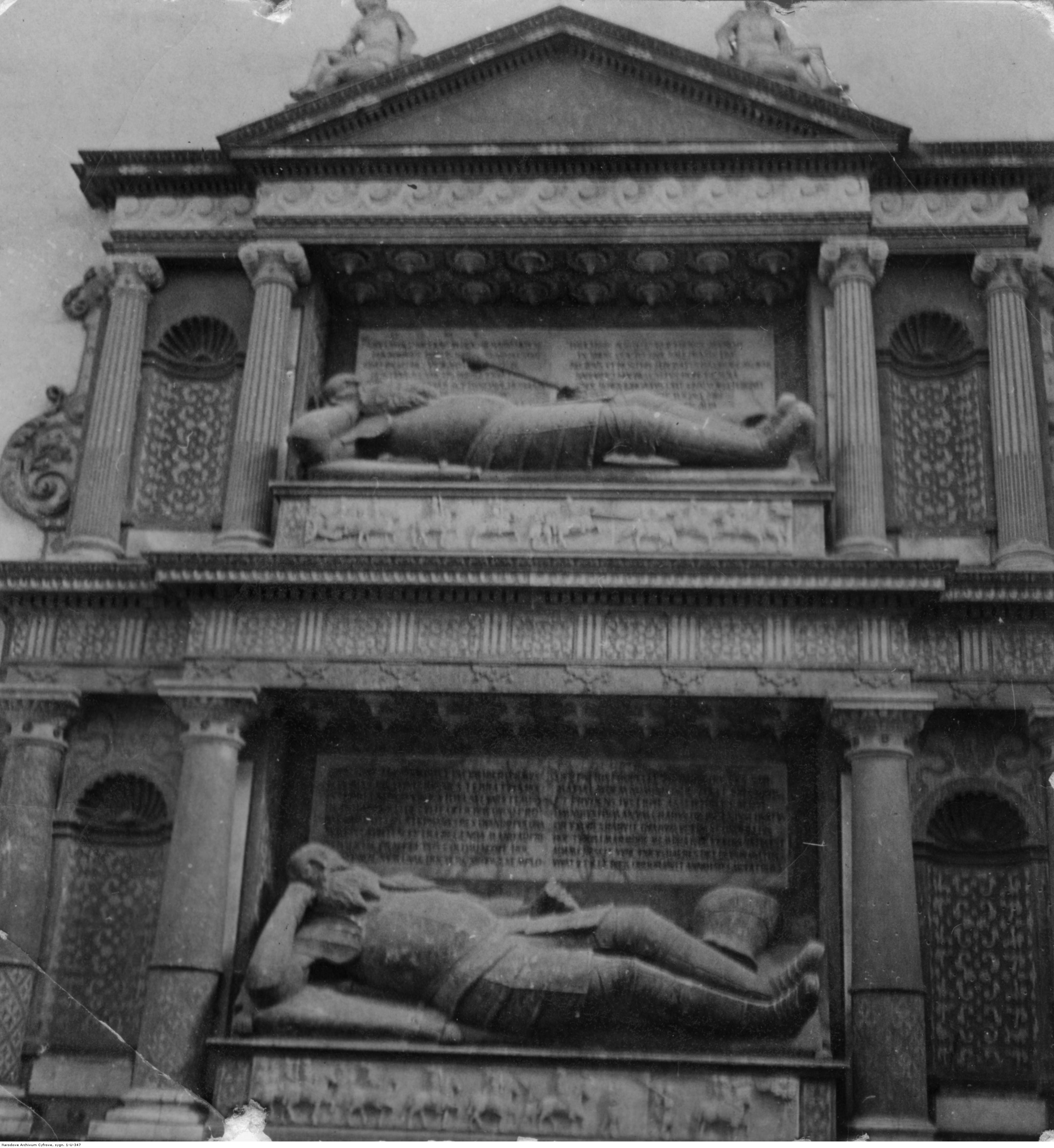
Nagrobek Mikołaja Sieniawskiego i jego syna Hieronima (u dołu) w kaplicy zamkowej w Brzeżanach